# Yue Qingshuang
Yue Qingshuang, född den 5 oktober 1985 i Harbin, Kina, är en kinesisk curlingspelare.
Hon tog OS-brons i damernas curlingturnering i samband med de olympiska curlingtävlingarna 2010 i Vancouver.